# Somatofylakes
Somatofylakes (stgr. σωματοφύλακες somatophylakes, od σωμα – ciało i φύλαξ – strażnik, opiekun) – nazwa straży przybocznej władców oraz wysokich dowódców wojskowych w starożytnych Atenach, Sparcie i Syrakuzach. 
W starożytnej Macedonii członkowie straży przybocznej wywodzili się z rodów arystokratycznych. W czasach panowania Aleksandra Wielkiego wielu z jego dowódców wchodziło w skład jego osobistej straży przybocznej.